# 権現山 (かすみがうら市・石岡市)
権現山（ごんげんやま）は、茨城県かすみがうら市と同石岡市の境に位置する標高99.5メートル (m) の山である。西から雪入山、青木葉山、浅間山、閑居山、権現山の順に連なる筑波連山南東部の山の一つである。筑波連山が関東平野に溶け込む直前の山で、東麓には恋瀬川が流れる。
山頂には、志筑城に関連する中世の城郭跡が残されており、土塁や堀などを見ることが出来る。また、関東平野を望む山頂東南端は、1929年（昭和4年）の旧日本陸軍特別大演習の際に昭和天皇が統監した場所であるため、御野立所の碑が建ち、市の指定史跡となっている。碑の傍らには、権現山の由来となった権現社の祠が祀られている。
朝日峠、雪入山、青木葉峠、青木葉山、元青木葉峠、浅間山、閑居山、権現山と連なる筑波連山の稜線を縦走する登山者が多い。また、青木葉峠から権現山にかけては高低差の少ないなだらかな稜線尾根上の登山道であることから、自転車やオートバイなどの車両で縦走する登山者もみられる。山頂まで林道が続いているため、自動車での登頂も可能である。
南麓には果樹研究所の千代田試験地がある。また周辺にはクリやナシなどの果樹園も多い。